# Edictum Rothari

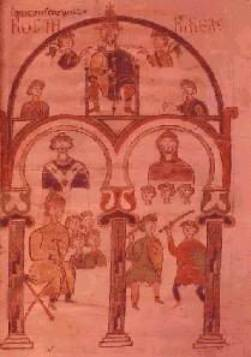
Abbildung aus einem Manuscript des Edictum Rothari

Das Edictum Rothari war eine Gesetzessammlung des Langobardenkönigs Rothari. Es wurde am 22. November 643 vom gairethinx (Thing) beschlossen und in Kraft gesetzt.

## Entstehung
Das Edictum Rothari (643) entstand deutlich später als andere germanische Rechtscodices, wie der westgotische Codex Euricianus (um 475), das ostgotische Edictum Theoderici (um 500), die fränkische Lex Salica (um 510) und die Lex Burgundionum (um 510), doch war es, anders als diese, kaum von Einflüssen der römischen Rechtstradition beeinflusst.
Das langobardische Recht war ein Stammesrecht, das vorher mündlich tradiert worden. Rothari ließ die Gesetze der Langobarden, die „nur im Gedächtnis und durch den Gebrauch überliefert wurden“ (cadarfida), von dem „Notar“ Ansoald sammeln und in einem Edikt niederschreiben. Der Rechtsinhalt des Ediktes war überwiegend langobardischen Ursprunges, doch zeigte sich auch in diesem Gesetzeswerk deutlich die Einwirkung der römischen Kultur auf das germanische Gesetz: Das edictum wurde in spät- bzw. vulgärlateinischer Sprache geschrieben, enthält aber zahlreiche unübersetzbare juristische Begriffe in langobardischer Sprache.
Die Feststellung eines Reichsrechtes, das lokalen Besonderheiten und der Willkür Einzelner entgegentrat, brachte die überragende Stellung, die dem Könige durch das Gesetz eingeräumt wurde, zum Ausdruck. Außenpolitisch konnte das Edikt als Zeichen an Byzanz verstanden werden, dass sich nun keine „Barbarenhorde“ mehr vorübergehend in Italien aufhielt, sondern sich ein dauerhaftes Staatswesen konstituierte.

## Geltungsbereich
Dem Edictum Rothari unterstanden alle freien männlichen Langobarden im königlichen Einflussbereich. Frauen, Kinder, Sklaven, Leibeigene und Halbfreie standen in der Munt und waren keine selbständigen Rechtssubjekte. Die nichtlangobardischen Germanen, die mit den Langobarden nach Italien gekommen waren, mussten wahrscheinlich das langobardische Recht annehmen. Die freien Römer waren im Zuge der langobardischen Eroberung als Feinde getötet oder versklavt worden, und deren Abhängige „gehörten“ nun Langobarden. Einwanderer konnten vom König das Privileg erhalten, nach eigenem Recht zu leben.
König Grimoald führte 668 einige Reformen durch. Unter König Liutprand (712–744) wurde das langobardische Recht durch Jahressatzungen stark erweitert und näherte sich einem Fallrecht. Das weiterentwickelte Edictum Rothari behielt seine Geltung auch nach der fränkischen Unterwerfung durch Karl den Großen im Jahr 774.

## Inhalt

### Präambel
Den Zweck des Gesetzes und die Gründe für dessen Erlass gab König Rothari selber an: Er erließ es in königlicher Fürsorge für die Untertanen. Es sollte die Armen gegen die Ausbeutung der Mächtigen schützen. Es sollte kein neues Recht durch das Edikt geschaffen, sondern das Geltende festgestellt werden. Einige Gebräuche sollten abgestellt, einige Bestimmungen hinzugefügt werden, damit ein jeder nach dem Gesetz in Ruhe leben und seinen Besitz schützen könne.
Eine lange Liste langobardischer Könige wies auf das Alter des unabhängigen langobardischen
„Staates“ und seiner Rechtstradition hin.

### I–XXV Kapitalverbrechen und Straftaten gegen König und Staat
Wer sich gegen den König verschwor, Feinde in das Land ließ, scamarae (Räuber) beherbergte, als Offizier desertierte oder zur Meuterei aufrief, wurde mit dem Tode bestraft. Es war jedoch möglich, den König um Gnade zu bitten.
Ein Mord wurde durch guidrigild/wergild (Wergeld) gesühnt, von dem eine Hälfte dem Opfer bzw. dessen Erben, die andere Hälfte dem König zufiel. Für die Höhe des Wergeldes war angargathungi (Landbesitz) des Opfers maßgebend. Der Beklagte konnte ein camphio/camfio (Gottesurteil durch Zweikampf) verlangen, um seine Unschuld zu beweisen. Wurde der Ermordete beraubt, so kam für diesen ploderaub („Blutraub“, Raubmord) eine Buße von 80 solidi hinzu.

### XXVI–XXXIV Straßenraub, Einbruch
wegworin (Wegelagerei) gegenüber einem freien Mann, Sklaven, Dienstmagd, aldius (Höriger, Leibeigener, Halbfreier) oder Freigelassenem zog ohne Standesunterschied eine Buße von 20 solidi nach sich. Wurde einer freien Frau eine iniuria (lat. Unrecht) zugefügt, betrug die Strafe 900 solidi. Die Hälfte der Buße fiel dem König, die andere dem Opfer bzw. deren/dessen mundoald (Vormund) zu. marhworf (jmd. vom Pferd stoßen) und walapauz (Vermummung, Verkleidung bei einer Straftat) standen mit 80 solidi unter Strafe. Einbrecher durften nachts straflos getötet werden oder sich für 80 solidi freikaufen.

### XXXV–XLII scandalum
Mit dem lateinischen Wort scandalum bezeichnete das langobardische Recht ein nicht näher definiertes „Ärgernis“ in einer Kirche, im Palast des Königs und auch in der Stadt, in der der König sich aufhielt.

### Körperverletzung und Mord

#### XLIII–LXXVI Körperverletzung unter Freien
Körperverletzung wurde mit einer Geldbuße an das Opfer gesühnt. Diese Buße war von Rothari höher angesetzt worden „als bei den Vorfahren üblich, damit die faida (Fehde) ausbleibe“. Die Buße war in 32 Paragraphen detailliert gestaffelt. Beispielhaft sei genannt: das Abschlagen einer Hand entsprach dem halben wergilt, bei Lähmung einer Hand: ein Viertel des wergilt, Verlust des Daumens: ein Sechstel, Verlust des Zeigefingers: 17 solidi, des Mittelfingers: 6 solidi, des Ringfingers: 8 solidi, des kleinen Fingers 16 solidi. Ähnlich war der Verlust eines Fußes bzw. Zehen geregelt. Der Verlust eines Auges und das Abschneiden der Nase kosteten das halbe, das Abschneiden eines Ohres ein Viertel des wergilt. Bei Schlägen ins Gesicht wurde zwischen solchen mit der Faust und der flachen Hand unterschieden, wobei das zweite offenbar als entehrend empfunden wurde und mit der doppelten Buße belegt war. Andere, ebenfalls einzeln genannte Verletzungen waren mit festen Geldbußen belegt. Starb der Verletzte innerhalb eines Jahres an den Wunden, so war die Buße angargathungi (nach dem Wert des Opfers) das volle Wergeld. Das unbeabsichtigte Töten eines Ungeborenen wurde mit dem halben „Wert“ der freien Mutter gebüßt, wenn diese überlebte. Starb auch diese, betrug die Buße deren „Wert“, für das Ungeborene erfolgte keine Zahlung.

#### LXXVII–CXXVI Körperverletzung an einem Unfreien
Das langobardische Recht kannte verschiedene Arten und Grade der Unfreiheit: servus rusticanus (Feldsklave), aldius (Höriger, Leibeigener, Halbfreier), servus ministerialis (Haussklave, Dienstmann), ancilla (Haussklavin, Dienstmagd) sowie „Freigelassene“, die dennoch in Abhängigkeit ihres alten „Herren“ blieben.
Das Edictum Rothari unterschied zwischen aldius (Höriger, Leibeigener, Halbfreier) und servus ministerialis (Haussklave, Dienstmann). Ein aldius war wahrscheinlich meist ein Angehöriger der ortsansässigen romanischen Bevölkerung, während ein servus ministerialis ortsfremd (z. B. Kriegsgefangener) war. Die Buße betrug meist ein Drittel von der eines Freien und wurde an den „Herrn“ gezahlt. Der servus rusticanus (Feldsklave) stand auf der untersten Stufe der Gesellschaft. Die Buße betrug meist ein Sechstel bis ein Achtel von der eines Freien.
Der Täter war verpflichtet, einen Arzt zu holen. War die Schwere der Verletzung nicht abzusehen, so erfolgte eine „Abschlagzahlung“, die nach der Heilung, spätestens nach Jahresfrist, bei der „Endabrechnung“ angerechnet wurde. Für Arbeitsausfall und Arztkosten hatte der Täter bei vielen der schwereren Verletzungen ebenfalls aufzukommen.

#### CXXIX–CXXXVII Tötung eines Unfreien
Die Entschädigung an den „Herrn“ eines getöteten Unfreien war nach dem Rechtsstatus und der wirtschaftlichen Funktion des Opfers gestaffelt.
| Status, Funktion | Buße in solidi |
| --- | -------------- |
| aldius | 60             |
| servus ministerialis (vertrauenswürdig und erfahren)                                                                    | 50             |
| servus ministerialis (untergeordnete Tätigkeiten)                                                                       | 25             |
| Schweinehirt mit mindestens zwei Untergebenen                                                                           | 50             |
| einfacher Schweinehirt                                                                                                  | 25             |
| Aufseher der Servum massarium (Landarbeiter) Servum bubulcum de sala (Rinderhirte) pecorario (Schafhirte) (Ziegenhirte) | 20             |
| servus rusticanus (einfache Hirten und Feldsklaven)                                                                     | 16             |

#### CXXXVIII–CLII Haftung, Giftmord, Blutrache, Brandstiftung
Baumfäller und Maurer hafteten für verursachte Personenschäden selbst, nicht deren Auftraggeber.
Das Zubereiten von Gift wurde mit 20 solidi, versuchter Giftmord mit dem halben, gelungener Giftmord mit dem vollen angargathungi (Wert) des Opfers geahndet.
Das Konzept der Blutrache war offenbar noch nicht aus dem Rechtsempfinden der Langobarden verschwunden, denn Rothari verfügte, dass eine Sippe, die ein Wergeld angenommen und dabei den Frieden beschworen hatte, im Falle einer Blutrache innerhalb eines Jahres nicht nur für ihr Opfer Wergeld zahlen, sondern das erhaltene Wergeld doppelt zurückgeben musste. Als das eigentliche Verbrechen wurde dabei offenbar der Eidbruch und nicht der Mord betrachtet.
Bei versehentlich verursachten Bränden war der Schaden zu ersetzen. Im Falle von absichtlicher Brandstiftung war der Schaden dreifach zu ersetzen.

### CLIII–CLXXVII Erbrecht und Schenkungen
Erbberechtigt waren grundsätzlich die Kinder. Dabei unterschied das Edictum Rothari zwischen ehelichen und unehelichen Nachkommen und nach deren Geschlecht. Hatte ein Mann einen ehelichen männlichen Erben, waren die Töchter von der Erbfolge ausgeschlossen. Es war möglich, uneheliche Söhne den ehelichen gleichzustellen, doch war deren Einverständnis im rechtsfähigen Alter von 12 Jahren erforderlich. Enterbungen waren nur bei schweren Vergehen, wie Mordversuch am Vater oder Unzucht mit der Stiefmutter, möglich. Eine freie testamentarische Verfügung war nicht möglich, sogar Schenkungen zu Lebzeiten waren reglementiert.
Bei bis zu sieben ehelichen Söhnen regelte das Edictum die Teilung ausdrücklich in der Weise, dass jeder eheliche Sohn doppelt so viel erbte wie die unehelichen zusammen: Hinterließ ein Mann einen ehelichen Sohn, so erbte dieser zwei Drittel, und ein Drittel fiel an alle unehelichen Söhne. Zwei eheliche Söhne erbten je zwei Fünftel, alle unehelichen Söhne zusammen ein Fünftel. Drei eheliche Söhne erbten je zwei Siebtel, alle unehelichen Söhne zusammen ein Siebtel. usw.
Hatte der Erblasser eine eheliche Tochter und uneheliche Söhne, so erbte die Tochter ein Drittel, die Söhne ein Drittel und der nächste (männliche) Verwandte ein Drittel. Zwei eheliche Töchter erbten je ein Viertel, die uneheliche Söhne gemeinsam ein Drittel und der nächste Verwandte ein Sechstel. Als verwandt galten Personen bis in das siebte Glied. War kein Verwandter zu ermitteln, trat der curtis regia (königlicher Hof) an dessen Stelle.
Thinx oder gairethinx (Geschenke) mussten öffentlich auf dem Thing gemacht werden, ut nulla in posterum oriatur intentio (damit künftig kein Streit entsteht). Bekam ein kinderloser Schenker später doch noch einen Erben, so wurde die Schenkung nichtig. Mit dem Begriff „lidinlaib“ wurde eine Überlassung auf Lebenszeit bezeichnet, die mit dem Tod des Gebers endete, aber in Notlagen von diesem auch zurückgefordert werden konnte.

### Eherecht und Sexualstraftaten
Von grundlegender Bedeutung für das Eherecht ist die Stellung der Frau in der langobardischen Gesellschaft. Die Frau stand grundsätzlich im „mundium“ (Munt, Vormundschaft, Obhut) eines Mannes, ihres Vaters, ihres Gatten (Muntehe), eines sonstigen Verwandten oder des Königs, wenn kein Verwandter mehr lebte. Eine „selpmundia“ (Freiheit von Vormundschaft) war gesetzlich ausgeschlossen. Eine Frau war nicht berechtigt, ohne Zustimmung ihres „munduald“ (Vormund) Besitz zu verschenken oder zu verkaufen, obwohl sie eigenen Besitz (Aussteuer, Morgengabe) haben konnte. Dieser Ausschluss der Frauen von Rechtshandlungen stand im Einklang mit der hohen Wertschätzung (siehe #XXVI–XXXIV Straßenraub, Einbruch), die man ihnen entgegenbrachte. Die Vormundschaft bot in einer Gesellschaft, in der die Wahrheitsfindung vor Gericht durch einen Zweikampf erfolgen konnte, Schutz. Ein „munduald“ (Vormund) wurde als unbedingt erforderlich angesehen.

#### CLXXVIII–CCIV Heirat
Die Verlobung wurde zwischen dem Bräutigam und dem Brautvater ausgehandelt und in einer fabula (Vertrag) fixiert. Der Bräutigam entrichtete die meta („Miete“, Brautpreis) an den Vater. Von diesem erhielt die Braut faderfio („Vatergeld“, Mitgift) und von ihrem Gatten nach vollzogener Ehe die morgincap (Morgengabe).
Ausführlich ging das Edictum Rothari auf Ausnahmen vom üblichen Ablauf ein: Kam die Ehe zwei Jahre nach der Verlobung durch Säumen des Bräutigams nicht zustande, durfte der Vormund die meta behalten und die Braut einem Anderen verloben. Versprach der Vormund die Braut vor dieser Frist einem Anderen, musste er die doppelte meta als Buße zahlen. Warf der Bräutigam der Braut Unkeuschheit vor, konnte deren Vormund mit 12 sacramentali (Eideshelfer) ihre Unschuld beschwören; in diesem Falle musste er die Braut heiraten oder die doppelte meta als Buße zahlen. Im Falle von Lepra, Besessenheit oder Erblindung der Braut konnte die Verlobung gelöst werden, und der Bräutigam erhielt die meta zurück.
Nach dem Tode ihres Mannes übernahm einer von dessen Angehörigen das „mundium“ über die Witwe, in manchen Fällen ihr eigener Sohn. Doch hatte die Witwe auch das ausdrückliche Recht, sich einen neuen Ehemann zu nehmen. Lehnte ihr „munduald“ diesen ab, konnte sie die Herausgabe ihres faderfio (Mitgift) und der morgincap (Morgengabe) verlangen und in das „mundium“ ihres Vaters zurückkehren, dem es freistand, sie erneut zu vermählen.
Schutzlos war die Frau ihrem Mann nicht ausgeliefert. Tötete ein Mann seine Frau, „quod per legem non sit merita mori“ (die nach dem Gesetz den Tod nicht verdient hatte), büßte er dieses mit 1200 solidi, der höchsten Geldstrafe, die das Edikt kannte. Die Buße war zur Hälfte an die Sippe der Frau, zur Hälfte an den König zu entrichten. Ihr faderfio (Mitgift) und die morgincap (Morgengabe) erbten ihre Söhne, nachrangig ihre Eltern oder der König. Hatte die Frau versucht, ihren Gatten zu ermorden, konnte dieser sie nach eigenem Ermessen bestrafen, ohne belangt zu werden. Ermordete eine Frau ihren Mann, so wurde sie mit dem Tode bestraft. Ihr Eigentum erbten ihre Kinder oder nachrangig andere Erben ihres Mannes.

#### CCV–CCXV Verführung, Vergewaltigung, Inzest, Sexualstraftaten
Unter anagrip (Anfassen, unsittliche Berührung) verstand das Edictum vor- bzw. außerehelichen Verkehr mit einer freien Frau.
Verführte ein Mann eine freie Frau, musste er 20 solidi Buße zahlen und sie heiraten. Verweigerte er die Heirat, waren 100 solidi Buße fällig. Die Verführung einer Braut wurde mit 40 solidi an den „munduald“ (Vormund) und der doppelten meta (Brautpreis) an den Bräutigam gebüßt. Eine erzwungene „Heirat“, ohne Einverständnis des munduald und der Braut, zog eine Buße von 900 solidi nach sich, die je zur Hälfte an den munduald und den König zu zahlen war. Der Frau stand es frei, ihren „Mann“ zu verlassen und sich in das mundium eines Verwandten oder des Königs zu stellen.
Als Inzest galt die Heirat seiner Stiefmutter oder der Witwe eines Bruders. Das Paar musste sich trennen und eine Buße von 100 solidi entrichten.
Verkehr mit der ancilla (Dienstmagd) eines Anderen musste diesem mit 20 solidi gebüßt werden, wenn sie Langobardin war; der Verkehr mit einer Romanin wurde mit 12 solidi angesetzt.

#### CCXVI–CCXXIII Heirat zwischen Unfreien
Heiraten zwischen Sklaven, Halbfreien und Freigelassenen waren im Edictum vorgesehen. Die Frau nahm während der Ehe den Stand ihres Mannes an, konnte aber als Witwe in ihren alten Stand zurückkehren. Die Kinder aus solchen Ehen hatten den Stand der Mutter, wessen Herrn sie gehörten, war unterschiedlich geregelt.
Ein aldius konnte eine fulcfrea (vollfreie Frau) heiraten, einem Sklaven war das bei Todesstrafe verboten. Die vollfreie Frau eines Sklaven sollte von ihren Verwandten getötet oder als Sklavin ins Ausland verkauft werden; geschah das nicht, wurde die Frau vom gastaldus regis (Gastalde, leitender königlicher Beamter in einer Stadt) oder sculdhais (Schultheiß, dem iudex provinciae unterstellter königlicher Beamter) als Sklavin an den königlichen Hof gebracht. Einem Mann war es möglich, seine Sklavin zu heiraten, nachdem er sie durch libera thingare (Schenken der Freiheit) wirdibora („würdetragend“, ehrbar) gemacht hatte. Söhne aus dieser Verbindung waren vollfrei und erbberechtigt.

### CCXXIV–CCXXVI Freilassung
Im Edictum Rothari waren vier Grade von Freilassung vorgesehen:
- fulcfree (Volkfrei, gemeinfrei) bezeichnete den höchsten Freiheitsgrad des langobardischen Rechts. Die Verleihung dieser Freiheit war ritualisiert: Der Sklave wurde von seinem Herrn an einen zweiten Freien übergeben, dieser übergab ihn an einen Dritten und dieser an einen Vierten. Dieser führte den Sklaven an eine Wegkreuzung, gab ihm vor gisil (Zeugen) einen gaida (Speer) mit den Worten: „De quattuor vias, ubi volueris ambulare, liberam habeas potestatem (Über vier Straßen hast du das Recht zu gehen, wohin du willst).“ Damit war er vollständig frei und seinem alten Herrn gleichgestellt. Dieser hatte keinerlei Ansprüche mehr gegen ihn.
- Eine zweite Möglichkeit war durch in pans (königliche Gunst) gegeben, die einen Unfreien amund (ohne Vormund) machte, möglicherweise aber nicht die Gemeinfreiheit einschloss.
- Eine dritte Art der Freilassung gewährte zwar die „Freiheit der vier Wege“, doch stand der Freigelassene noch unter dem mundium des alten Herrn. Hatte er Kinder, so waren diese fulcfree, starb er kinderlos, so beerbte ihn sein ehemaliger Herr.
- Als viertes war eine unvollständige Freilassung vorgesehen, die einen Sklaven zum aldius (Halbfreier) machte.

Alle Freigelassenen unterstanden dem langobardischen Recht.

### CCXXVII–CCXXXVI Handel und Eigentum
Hielt jemand fünf Jahre lang einen Gegenstand oder ein Grundstück in Besitz, so galt er als dessen rechtmäßiger Eigentümer. Ein aldius (Halbfreier) oder servus (Sklave) konnte Besitz nur mit ausdrücklicher Erlaubnis seines „munduald“ verkaufen. Ausgenommen war der servus massarius, dessen Aufgabe es war, einen Hof zu bewirtschaften.

### CCXXXVII–CCXLI Grenzverschiebung
Ein Freier, der Grenzmarkierungen entfernte oder fälschte, musste 80 solidi Buße zahlen. Manipulierte ein Sklave Grenzmarkierungen, die z. B. aus Einkerbungen in Bäumen bestanden, wurde er mit dem Tode bestraft, und sein dominus (Herr) musste 40 solidi zahlen. Die Buße floss zur Hälfte dem Geschädigten, zur Hälfte dem König zu. Handelte der Sklave ohne Befehl seines Herrn, so wurde ihm die Hand abgeschlagen.

### CCXLII–CCXLIV Münz- und Urkundenfälschung, Eindringen in eine Stadt
Münz- und Urkundenfälschung wurden ebenfalls mit dem Abschlagen der Hand bestraft. Das Betreten oder Verlassen einer Stadt über die Mauer war verboten.

### CCXLV–CCXLVII Pfandrecht
Es bestand ein Pfandrecht gegenüber Schuldnern, doch musste Schuld zuvor an drei aufeinanderfolgenden Tage eingefordert werden.

### CCXLVIII–CCLXVI Diebstahl
Diebstähle mussten mit dem neunfachen Wert des Gegenstandes ersetzt werden und zogen für einen Freien eine Buße von 80 solidi nach sich. Konnte er nicht zahlen, so drohte die Todesstrafe. Den neunfachen Wert mussten auch Sklaven ersetzen sowie eine Buße von 40 solidi leisten. Freie Frauen ersetzten nur den neunfachen Wert. Der Fund von Gold oder Schmuck auf der Straße musste dem iudex (Richter, hoher Beamter) angezeigt werden, sonst galt es als Diebstahl.

### CCLXVII–CCLXXXI Flüchtlinge
Für die Ergreifung eines Flüchtigen war eine Belohnung von 2 solidi ausgesetzt. Leistete ein Flüchtiger bei seiner Verhaftung Widerstand, so durfte er straffrei getötet werden. Half jemand einem Sklaven bei der Flucht, so musste der Helfer dem Herrn des Sklaven dessen Wert ersetzen. In gewissem Maße gab es ein Kirchenasyl, denn ein Bischof musste erst dreimal aufgefordert werden, den Flüchtigen herauszugeben.

### CCLXXXII–CCLXXXV Öffentliche Ordnung
Der Überfall auf ein Gehöft wurde haistan oder hoveros genannt und war mit 20 solidi zu büßen. Es wurde ausdrücklich erwähnt, dass diese Verbrechen nicht von Frauen begangen werden konnten. Sklavenaufstände und Verschwörungen der rusticani (Landbevölkerung) zogen hohe Strafen nach sich.

### CCLXXXVI–CCCLVIII Land- und Forstwirtschaft
73 Gesetze befassten sich mit Straftaten in der Landwirtschaft. Vom Niederreißen eines Zaunes über die Zerstörung eines Pfluges bis zum Stehlen eines Joches waren zahlreiche Vergehen aufgezählt, die mit Bußen von 2 bis 6 solidi belegt waren. Verletzt sich jemand an einem Zaun, so haftete der Erbauer, wohingegen das Ziehen eines Graben oder Ausheben eines Brunnens keine Regresspflicht begründete. Weitere Kapitel betreffen das Finden von Honig und jungen Falken, wobei das „gahagium“ (königliches Jagdrevier) besonders geschützt war.
Eine Gruppe von Gesetzen war Pferden gewidmet: Verletzte jemand ein Pferd z. B. durch Ausschlagen eines Auges oder Abschneiden eines Ohres, so musste er dem Besitzer ein gleichwertiges Pferd als Ersatz geben. Das Abschneiden der Schweifhaare zog eine Strafe von 6 solidi nach sich. Nahm jemand ein Pferd und ritt in der Nähe herum, galt das offenbar nicht als Diebstahl, sondern zog eine Buße von 2 solidi nach sich. Für einen Pferdediebstahl musste man „ahtugild“ (achtfacher Wert) zahlen und das Tier zurückgeben bzw. den neunfachen Wert erstatten. Ein zugelaufenes Pferd durfte man behalten, wenn man den iudex (Richter, hoher Beamter) informierte oder den Fall den vor der Kirche Versammelten mehrmals bekannt gab und sich der Eigentümer nicht meldete.
Umfangreich sind auch die Jagdgesetze: Abgesehen vom „gahagium“ (königliches Jagdrevier) war es erlaubt, auch auf fremdem Boden zu jagen. Fand man ein verwundetes Tier, so war man verpflichtet, es dem Jäger zu bringen, wofür man als Belohnung die rechte Schulter und sieben Rippen bekam. Das Verheimlichen eines solchen Fundes wurde mit 6 solidi geahndet. Wurde jemand durch ein verwundetes Tier verletzt oder getötet, so war der Jäger dafür haftbar, es sei denn, er hatte die Jagd bereits abgebrochen.
Die Strafe für Schläge, die zu einer Fehlgeburt führten, betrug im Falle einer Kuh 1 tremissis (1/3 Solidus), eines Pferdes 1 solidus und bei der Sklavin eines Anderen 3 solidi. Verursachte ein Besessener Schäden bei Mensch oder Vieh, so war er nicht haftbar, durfte aber bußfrei getötet werden. Reisende durften ihre Pferde auf nichteingezäunten Wiesen grasen lassen.

### CCCLIX–CCCLXV Prozessordnung
Wurde ein Langobarde eines Verbrechens angeklagt, war er verpflichtet, eine wadia (Pfand, Kaution) zu hinterlegen und einen Bürgen (fideiussor) zu benennen, um zu gewährleisten, dass er sich binnen zwölf Tagen dem Prozess stellen werde. Diese Frist konnte im Verhinderungsfall verlängert werden. Zögerte der Beklagte den Prozess ein ganzes Jahr hinaus, so wurde er für schuldig befunden. Der Kläger verlor jegliche Ansprüche, wenn der Prozess durch sein Verschulden ein Jahr verzögert wurde.
Der Beklagte konnte die Schuld und die Buße auf sich nehmen oder seine Unschuld beschwören, wobei ihn bei einem Streitwert über 20 solidi sechs Verwandte und Freunde als Aidos oder lat. sacramentali (Eideshelfer) mit Eiden auf die Evangelien unterstützten. Dem Kläger standen fünf sacramentali zur Seite. Ließ sich einer der sacramentali oder der Prozessführenden von der Gegenseite überzeugen, so war das sacramentum gebrochen und der Fall entschieden. Der Kläger musste die Beschuldigung zurücknehmen oder der Beschuldigte die Buße zahlen. Bei einem Streitwert unter 20 solidi waren weniger sacramentali (Eideshelfer) und ein Eid ad arma sacrata (auf die geheiligten Waffen) vorgesehen.
Eine weitere Methode zur Urteilsfindung war das camfio (Gottesurteil durch Zweikampf). In einigen Rechtsfällen (Klärung der Ehelichkeit eines Sohnes, Mord an seiner Ehefrau, mundium über eine verheiratete Frau) war das Kampfurteil ausgeschlossen, „denn es scheint ungerecht, dass so ernste Angelegenheiten im Kampf unter einem Schild entschieden werden“. Die Kämpfer durften sich nicht durch Zauberei schützen.

### CCCLXVI–CCCLXXXVIII Verschiedenes
waregangi (Einwanderer) konnten vom König das Privileg erhalten, nach eigenem Recht zu leben, unterlagen aber immer dem langobardischen Erbrecht.
Ermordete ein königlicher Sklave einen Freien, so zahlte der König das Wergeld. Für andere Vergehen wurde der Sklave hingerichtet, doch war der König von der Bußzahlung befreit.
Der Mord an einem sculdhais, gastaldius oder actor regis (königliche Beamte) wurde neben dem Wergeld mit einer Buße von 80 solidi geahndet. Der Korruption wurde dadurch entgegengetreten, dass es Beamten in ihrer Amtszeit verboten war, ohne Genehmigung des Königs „Geschenke“ anzunehmen, alle Einnahmen flossen dem König zu.
Dem Aberglauben trat Rothari dadurch entgegen, dass er verbot, eine Frau zu töten, weil sie eine striga (Hexe) sei, „weil ein Christ nicht glauben kann, dass eine Frau einen lebenden Mann von innen her auffrisst.“